# Bob van Asperen
Bob van Asperen (Ámsterdam, 8 de octubre de 1947), es un clavecinista, organista y director de orquesta neerlandés.

## Biografía
Realizó sus estudios en el Conservatorio de Ámsterdam con Gustav Leonhardt. Tras terminarlos, comenzó su carrera internacional. Fundador de los Ensembles Quadro Hotteterre Melante 81 y miembro de la La Petite Bande, con quienes ha realizado giras internacionales. En 1988 es nombrado Profesor en el Conservatorio Sweelinck de Ámsterdam.

## Alumnos destacados
Pieter-Jan Belder
Marcelo Bussi

## Repertorio
Asperen reconstruyó obras de Johann Sebastian Bach y de los compositores holandeses Sybrandus van Noordt, Cornelius Thymenszoon Padbrué y Jan Pieterszoon Sweelinck.
- Datos: Q603270